# Lada Terra

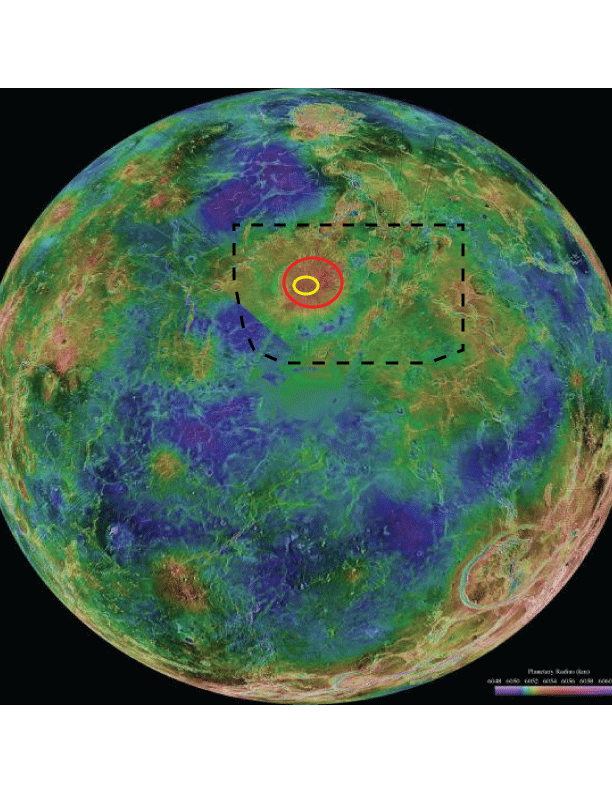
Een zicht op het zuidelijk halfrond van Venus. Quadrangle V-56 (Lada Terra) begrensd door de zwarte stippellijnen. De Quetzalpetlatl Corona is omlijnd in rood en de binnenste Boala Corona in geel. Achtergrondafbeelding geleverd door NASA/JPL.

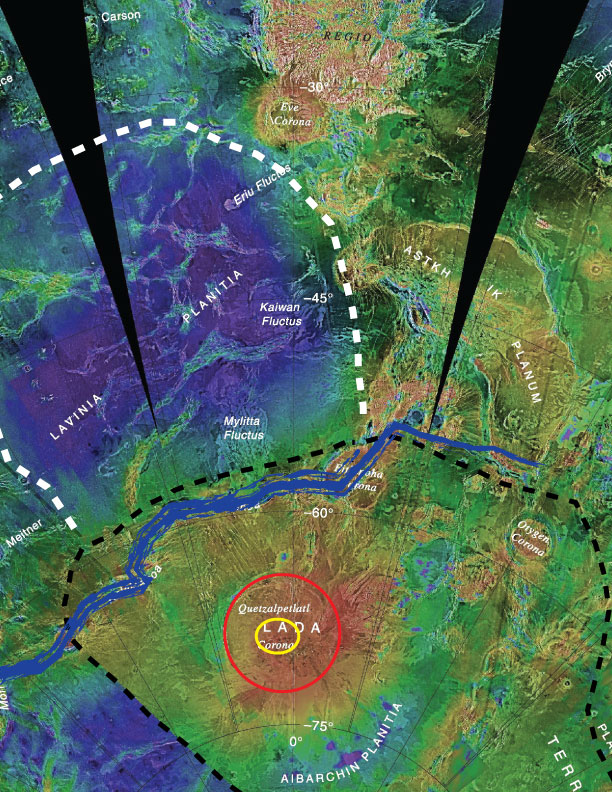
Gedetailleerd zicht op Lada Terra. De zwarte stippellijn omsluit Lada Terra terwijl de witte Lavinia Planitia omsluit. De Quetzalpetlatl Corona is in het rood en de Boala Corona in het geel. De Alpha-Lada-gordel wordt afgebeeld als de gekartelde lichtblauwe lijn. Achtergrondafbeelding geleverd door NASA/JPL.

Lada Terra is een van de drie continentale regio's op de planeet Venus, de andere zijn Aphrodite Terra en Ishtar Terra. Lada Terra is vernoemd naar Lada, de Slavische godin van de liefde.
Lada Terra is een grote landmassa nabij de zuidpool van Venus, gecentreerd op 60°S en 20°E, heeft een diameter van 8.615 kilometer en een hoogte van circa 2,5-3 km boven de "zeespiegel". Lada Terra wordt door de Internationale Astronomische Unie (IAU) gedefinieerd als een van de drie 'grote landmassa's' of terrae van Venus. De term "landmassa" is niet analoog aan de landmassa op Aarde, aangezien er geen duidelijke oceanen op Venus zijn. De term is hier van toepassing op een aanzienlijk deel van het land dat boven de gemiddelde planetaire straal ligt en overeenkomt met hooglanden. Het brede gebied van Lada Terra bevat enorme coronae, kloofzones en vulkanische vlaktes, evenals vele andere kenmerken die wetenschappers gebruiken om de geschiedenis van deze complexe planeet samen te vatten. De onderscheidende transversale relaties gevonden in de gelaagdheid van Lada Terra zijn belangrijk geweest bij het realiseren van relatieve leeftijden van de extensionele gordels en coronae, evenals de complexe tesserae-kenmerken die op de hele planeet aanwezig zijn. In 1990 onthulde de ruimtesonde Magellan het grootste afvoerkanaalsysteem op de planeet, gelegen in de noordelijke regio van Lada Terra. Hoewel Lada Terra over het algemeen wordt beschouwd als een hoogvlakte van Venus, is deze veel lager gelegen dan zijn noordelijke tegenhangers Ishtar Terra en Aphrodite Terra.

## Coronae en extensionele gordels
De vlaktes ten noorden van Lada Terra worden doorkruist door twee extensionele gordels. Elke gordel is samengesteld uit slenken, richels, breuken, vulkanische stromen, coronae en corona-achtige kenmerken. De langste en meest prominente gordel is de "Alpha-Lada extensionele gordel" die meer dan 6000 kilometer lang en 50 à 200 km breed is, en omvat de coronae Eve, Tamfana, Carpo, Selu, Derceto en Otygen. De "Alpha-Lada extensionele gordel" bevindt zich aan de noordwestelijke rand van Lada Terra die de hoogvlakten van Lada Terra scheidt van de brede laaglanden van Lavinia Planitia. 
De tweede gordel is de "Derceto-Quetzalpetlatl extensionele gordel" in de noordoostelijke regio van Lada Terra, die ongeveer 2000 kilometer lang is en op sommige plaatsen meer dan 300 kilometer breed en omvat de coronae Sarpanitum, Eithinoha en Quetzalpetlatl. 
De twee gordels kruisen elkaar op het 1600 op 600 kilometer brede vulkanische plateau van Derceto. Het is duidelijk dat de vervorming langs de twee gordels elkaar in de tijd overlappen, hoewel de vervorming langs de Alpha-Lada-gordel waarschijnlijk doorging nadat de vervorming langs de Derceto-Quetzalpetlatl-gordel was beëindigd.